# Platyarthrus codinai
Platyarthrus codinai är en kräftdjursart som beskrevs av Arcangeli1924. Platyarthrus codinai ingår i släktet Platyarthrus och familjen myrbogråsuggor. Inga underarter finns listade i Catalogue of Life.